# Luigi Ciaffaleone di Villabona
Luigi Gaetano Ciaffaleone di Villabona (Sicilia, ... – Torino, 8 gennaio 1807) è stato un militare italiano.
Fu governatore della palazzina di caccia di Stupinigi e della sua tenuta dal 1777 al 1791.

## Biografia
Nato in Sicilia da famiglia di antiche origini spagnole, Luigi Ciaffaleone di Villabona era figlio del cavaliere Antonio, figlio cadetto della casata dei duchi di Villabona il quale, dopo la morte prematura della moglie, decise di prendere gli ordini sacri e divenne segretario del cardinale Carlo Vittorio Amedeo Ignazio delle Lanze.
Fu assieme a suo fratello maggiore, Antonio, che però Luigi decise di intraprendere la carriera militare al servizio dei nuovi sovrani di Sicilia, i Savoia, che erano subentrati alla corona locale a seguito del Trattato di Utrecht che aveva posto fine alla Guerra di successione spagnola. Dopo il termine del dominio sabaudo sull'isola, ad ogni modo, mentre Antonio decise di tornare a Palermo per prestare servizio nelle guardie reali del nuovo sovrano, Carlo III di Borbone, Luigi decise di rimanere in Piemonte al servizio di Vittorio Amedeo II di Savoia.
Il sovrano sabaudo lo ricompensò per la sua fedeltà dapprima con la nomina a paggio e poi a quella di gentiluomo della palazzina di caccia di Stupinigi (1 dicembre 1754). Il 15 luglio 1774 venne nominato governatore del Castello del Valentino, rimanendo in tale carica sino al 1777 quando, il 4 aprile, venne nominato comandante dell'equipaggio di caccia e governatore della tenuta della Palazzina di caccia di Stupinigi. Rimase in servizio a questa carica sino al 12 luglio 1791 quando venne pensionato col grado di colonnello di cavalleria.
Morì a Torino dove si era ritirato a vita privata l'8 gennaio 1807 senza essersi mai sposato e senza avere avuto figli. I suoi beni passarono a sua sorella che aveva sposato il conte Bonifanti di San Benedetto, a cui di conseguenza passò l'intera eredità dei duchi di Villabona.